# Wilfried Fiedler (Slawist)

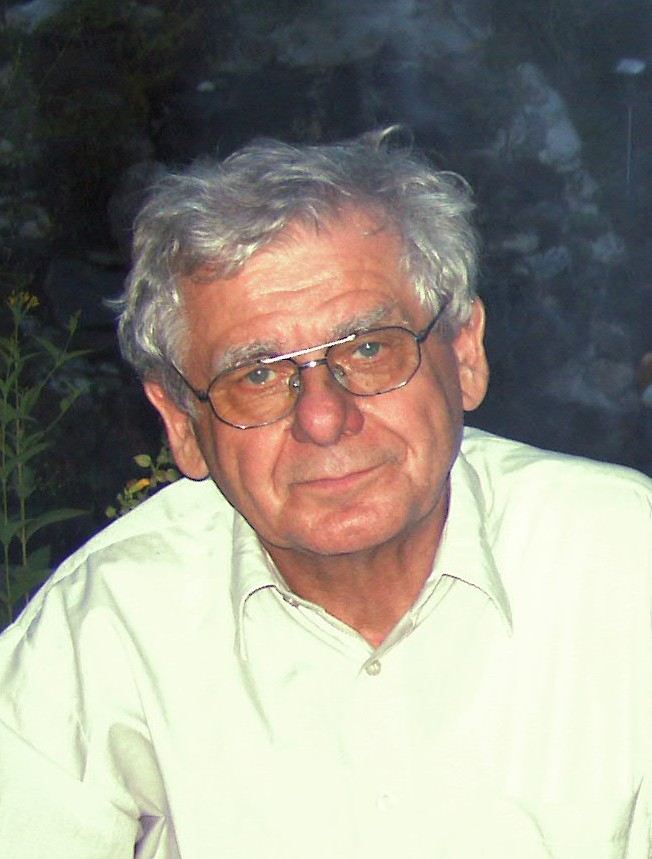
Wilfried Fiedler, 2008

Wilfried Fiedler (* 7. Mai 1933 in Oberfrohna, Kreis Chemnitz; † 11. September 2019) war ein deutscher Albanologe und Balkanologe. Er lebte zuletzt in Berlin.

## Leben
Nach dem Abitur an der Geschwister-Scholl-Oberschule in Löbau (Sachsen) studierte Fiedler von 1951 bis 1955 Slawistik und andere ost- und südosteuropäische Philologien an der Humboldt-Universität zu Berlin. Von 1955 bis 1963 war er Wissenschaftlicher Assistent am Institut für Deutsche Volkskunde der Deutschen Akademie der Wissenschaften zu Berlin (unter Wolfgang Steinitz). Die Akademie organisierte 1957 gemeinsam mit der Staatlichen Universität Tirana und unter Leitung von Erich Stockmann eine Volkslied-Expedition nach Albanien, an der Fiedler teilnahm. Seit 1959 arbeitete Fiedler im Rahmen von Lehraufträgen für albanische Sprache, albanische Literatur und Volkskunde an der Humboldt-Universität zu Berlin. Im gleichen Jahr verbrachte er die Zeit von März bis Juni mit einem Studienaufenthalt in Albanien.
1961 wurde Wilfried Fiedler im Fach Balkanologie an der Humboldt-Universität promoviert. Anschließend arbeitete er von 1963 bis 1967 als Wissenschaftlicher Mitarbeiter in der Sprachwissenschaftlichen Kommission und von 1967 bis 1968 am Institut für Romanische Sprachen und Kultur der Deutschen Akademie der Wissenschaften zu Berlin. In den Jahren 1968 bis 1990 war er am Zentralinstitut für Sprachwissenschaft der Akademie der Wissenschaften der DDR tätig und leitete in diesem Rahmen die Forschungsgruppe Balkanologie.
1988 wurde Fiedler an der Humboldt-Universität auf dem Gebiet Albanische Sprache zum Dr.sc.phil. habilitiert. Drei Jahre später, am 1. Januar 1991, folgte er dem Ruf an die Ludwig-Maximilians-Universität München, an der er bis zu seiner Emeritierung 1998 die Professur für Albanologie innehatte. Von 1996 bis 1998 hielt Fiedler zudem über einige Semester Gastvorlesungen zur Albanischen Sprachgeschichte an der Universität Wien. Seit seiner Pensionierung hielt Fiedler von 1999 bis 2018 regelmäßig Gastvorlesungen zur Albanologie im Rahmen des Faches Südosteuropastudien an der Friedrich-Schiller-Universität Jena.
Am 11. September 2019 berichtete Bardhyl Demiraj in den albanischen Medien von seinem Tod.

## Ehrungen
Im April 1991 wurde Wilfried Fiedler zum External Member der Kosova Academy of Sciences and Arts gewählt und im Juni 2006 zum Foreign Member der Albanischen Akademie der Wissenschaften.
Würdigungen der wissenschaftlichen Arbeiten Wilfried Fiedlers erfolgten durch Monica Genesin und Joachim Matzinger: Albanologische und balkanologische Studien. Festschrift für Wilfried Fiedler. Hamburg 2004, S. VII–VIII (mit Schriftenverzeichnis Wilfried Fiedler. S. XIII–XIX) und Francesco Altimari: Omaggio a Wilfried Fiedler. Hamburg, ISBN 3-8300-1590-9, S. XXI–XXII.

## Schriften

### Bücher
- Albanische Volksmusik. Bd. 1. Gesänge der Çamen. Berlin 1965 (mit Doris und Erich Stockmann).
- Wörterbuch Albanisch-Deutsch. Leipzig 1977 (mit Oda Buchholz und Gerda Uhlisch); Auflagen nach 1990: Leipzig/Berlin/München/Wien/Zürich/New York, ISBN 3-324-00250-8.
- Albanische Grammatik. Leipzig 1987, ISBN 3-324-00025-4 (mit Oda Buchholz).
- Wörterbuch Deutsch-Albanisch. Leipzig/Berlin/München/Wien/Zürich/New York 1997, ISBN 3-324-00251-6 (mit Ardian Klosi).
- Das albanische Verbalsystem in der Sprache des Gjon Buzuku (1555). Prishtinë 2004, ISBN 9951-413-15-3.
- Die Pluralbildung im Albanischen. Prishtinë 2007, ISBN 978-9951-413-62-6.
- Vergleichende Grammatik der Balkansprachen (Morphosyntaktisch-typologischer Vergleich des Albanischen mit den anderen Balkansprachen). Prishtinë 2018, ISBN 978-9951-615-88-4.

### Aufsätze
- Zum Verhältnis von arealer Linguistik und Arealtypologie (am Beispiel der Balkansprachen). In: ZPSK 42. (1989), 3, S. 306–323.
- Ist das Albanische, „dem Typus nach“, die entscheidende Sprache des ganzen balkanischen Gebietes? In: Albanica 3-4. Winter 1992, Washington DC 1992, S. 78–95.
- Einführung in die Balkanphilologie. In: Peter Rehder (Hrsg.): Einführung in die slavischen Sprachen. 3., verb. u. erw. Ausgabe Darmstadt 1998, S. 347–364. 4., durchgeseh. Aufl. 2003, ISBN 3534136470.
- Tempus, Modus und Aspekt in den Sprachen Südosteuropas. In: Uwe Hinrichs, Uwe Büttner (Hrsg.): Handbuch der Südosteuropa-Linguistik. Wiesbaden 1999, ISBN 3-447-03939-6, S. 487–517.
- Albanisch. In: Thorsten Roelcke (Hrsg.): Variationstypologie. Ein sprachtypologisches Handbuch der europäischen Sprachen in Geschichte und Gegenwart/ Variation Typology. A Typological Handbook of European Languages Past and Present. Berlin, New York, de Gruyter, 2003. XV, ISBN 3-11-016083-8, S. 749–797.
- Der südosteuropäische Typus des grammatischen Analytismus – die „balkanische Partikelkonstruktion“ im Verbalsystem. In: Uwe Hinrichs, Uwe Büttner (Hrsg.): Die europäischen Sprachen auf dem Wege zum analytischen Sprachtyp. = Uwe Hinrichs (Hrsg.):  Eurolinguistische Arbeiten. Band 1, Wiesbaden 2004, ISBN 3-447-04785-2, S. 363–398.